# 欧拉因式分解法
欧拉因式分解法是一种整数分解方法，重点是用两种方式把要分解的数表示为两数平方和。比如要分解 {\displaystyle 1000009}，这个数既能写成 {\displaystyle 1000^{2}+3^{2}}，又能写成 {\displaystyle 972^{2}+235^{2}}，那么用欧拉的方法就能分解了：{\displaystyle 1000009=293\cdot 3413}。
能用两种方式把一个整数表示为两数平方和，或许就能分解这个数，这个想法最早是由梅森提出的。但是直到一百年后，这个想法才得到了广泛应用。当时欧拉用他的方法分解了 {\displaystyle 1000009}，这个方法也由此得名。当时人们还认为 {\displaystyle 1000009} 是質數，但是这个数在主流的素性检测算法中都不是伪質數。
对于因子相差不是特别小的数，欧拉因式分解法比费马的方法更高效。如果能比较容易地找出两种方式把要分解的数表示为两数平方和，那么欧拉的方法可能比试除法高效得多。欧拉取得的进展提高了人们分解整数的效率。20 世纪 10 年代，大因数表已经写到了将近一千万那么大了。将数字表示为两数平方和的方法与在费马因式分解法中查找平方差的方法基本相同。

## 缺点和限制
欧拉因式分解法最大的缺点是这样的：要分解的整数，它的质因数分解中，如果有任何一个 4k+3 型的質數是奇数次幂的，那么欧拉的方法就不能分解了。原因是，这样的数字不可能是两数的平方和。4k+1 型的奇合数也经常是两个 4k+3 型質數的积（例如 3053 = 43 × 71），由上面的结论可以知道，对于这类数，欧拉的方法是用不了的。
这个限制，就让欧拉因式分解法不太受计算机因子分解算法的欢迎，毕竟对于一个随机的大数，连能不能用这个方法分解它都很难知道。不过近来，有人尝试把欧拉的方法发展成计算机算法，用于已知确实可以应用欧拉方法的特定数字。

## 理论基础
婆罗摩笈多-斐波那契恒等式指出，一个两数平方和，和另一个两数平方和，它们的乘积，是又一个两数平方和。欧拉的方法就依赖于这个定理，把它反了过来：给定{\displaystyle n=a^{2}+b^{2}=c^{2}+d^{2}}，那么{\displaystyle n}是两个（可能不一样的）两数平方和的积。
首先移项得到
{\displaystyle a^{2}-c^{2}=d^{2}-b^{2}}
用平方差公式，对两边分别因式分解，得到
{\displaystyle (a-c)(a+c)=(d-b)(d+b)} (1)
现在令 {\displaystyle k=\operatorname {gcd} (a-c,d-b)}，令 {\displaystyle h=\operatorname {gcd} (a+c,d+b)}，这样就有 {\displaystyle l,m,l',m'} 满足
- {\displaystyle (a-c)=kl},
- {\displaystyle (d-b)=km},

{\displaystyle \operatorname {gcd} (l,m)=1}
- {\displaystyle (a+c)=hm'},
- {\displaystyle (d+b)=hl'},

{\displaystyle \operatorname {gcd} (l',m')=1}
把这些代入式 (1)，得到
{\displaystyle klhm'=kmhl'}
约去 {\displaystyle k} 和 {\displaystyle h}，得到
{\displaystyle lm'=l'm}
我们知道 {\displaystyle l,m} 互素，{\displaystyle l',m'} 互素，因此
- {\displaystyle l=l'}
- {\displaystyle m=m'}

因此
- {\displaystyle (a-c)=kl}
- {\displaystyle (d-b)=km}
- {\displaystyle (a+c)=hm}
- {\displaystyle (d+b)=hl}

可以看到 {\displaystyle m=\operatorname {gcd} (a+c,d-b)} 还有 {\displaystyle l=\operatorname {gcd} (a-c,d+b)}
现在应用婆罗摩笈多-斐波那契恒等式，我们就得到了
{\displaystyle \left(k^{2}+h^{2}\right)\left(l^{2}+m^{2}\right)=(kl+hm)^{2}+(km-hl)^{2}={\bigl (}(a-c)+(a+c){\bigr )}^{2}+{\bigl (}(d-b)-(d+b){\bigr )}^{2}=(2a)^{2}+(2b)^{2}=4n.}
由于每个因子都是两数平方和，那么{\displaystyle (k,h)} 和 {\displaystyle (l,m)} 之中必有一个数对中两个数都是偶数。不失一般性，假设数对{\displaystyle (k,h)}里两数都是偶数。于是就可以这样分解了：
{\displaystyle n=\left(\left({\tfrac {k}{2}}\right)^{2}+\left({\tfrac {h}{2}}\right)^{2}\right)\left(l^{2}+m^{2}\right).\,}

## 例子
已知 {\displaystyle \ 1000009=1000^{2}+3^{2}=972^{2}+235^{2}}
用上面的方法计算：
| a = 1000 | (A) a − c = 28   | k = gcd[A,C] = 4   |
| b = 3    | (B) a + c = 1972 | h = gcd[B,D] = 34  |
| c = 972  | (C) d − b = 232  | l = gcd[A,D] = 14  |
| d = 235  | (D) d + b = 238  | m = gcd[B,C] = 116 |

于是
{\displaystyle 1000009=\left[\left({\frac {4}{2}}\right)^{2}+\left({\frac {34}{2}}\right)^{2}\right]\cdot \left[\left({\frac {14}{2}}\right)^{2}+\left({\frac {116}{2}}\right)^{2}\right]\,}
{\displaystyle =\left(2^{2}+17^{2}\right)\cdot \left(7^{2}+58^{2}\right)\,}
{\displaystyle =(4+289)\cdot (49+3364)\,}
{\displaystyle =293\cdot 3413\,}

## 伪代码
```
function Euler_factorize(int n) -> list[int]
   if is_prime(n) then
       print("数字是質數，不能分解")
       exit function
   for-loop from a=1 to a=ceiling(sqrt(n))
       b2 = n - a*a
       b = floor(sqrt(b2))
       if b*b==b2
           break loop preserving a,b
   if a*a+b*b!=n then
       print("数字无法表示成平方和")
       exit function
   for-loop from c=a+1 to c=ceiling(sqrt(n))
       d2 = n - c*c
       d = floor(sqrt(d2))
       if d*d==d2 then
           break loop preserving c,d
   if c*c+d*d!=n then
       print("没有第二种表示成平方和的方法")
       exit function
   A = c-a, B = c+a
   C = b-d, D = b+d 
   k = GCD(A,C)//2, h = GCD(B,D)//2
   l = GCD(A,D)//2, m = GCD(B,C)//2
   factor1 = k*k + h*h
   factor2 = l*l + m*m
   return list[ factor1, factor2 ]
```